# Heinrich Barthelmes

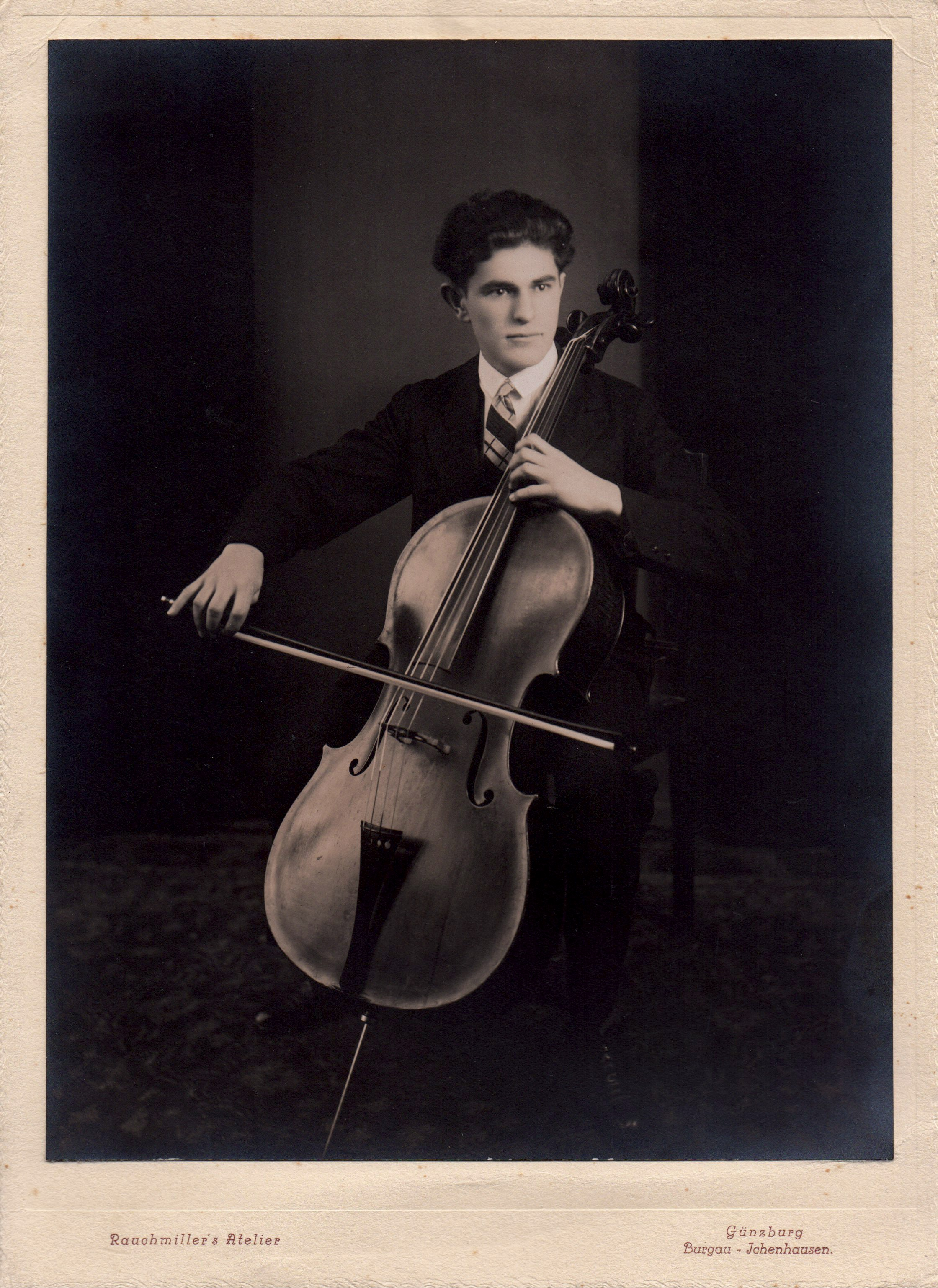
Heinrich Barthelmes als Cellist

Heinrich Barthelmes (* 31. August 1909 in Jettingen, Bezirksamt Günzburg; † 29. Juni 1985 in Bamberg) war ein deutscher Komponist, Organist und Musikpädagoge.

## Werdegang
Heinrich Barthelmes wurde als letztes von acht Kindern geboren. Er studierte nach dem Abschluss einer Drechslerlehre von 1927 bis 1937 am Konservatorium Augsburg Cello, Kompositionslehre und Katholische Kirchenmusik. Seine Lehrer waren Joseph Haas, Otto Jochum, Arthur Piechler und Heinrich Kaspar Schmid.
1937 begann er seine musikalische Berufstätigkeit in Augsburg als Organist und Chorleiter, als Solocellist im Städtischen Orchester und Rundfunkorchester sowie als Cellist des Paintner-Quartetts. Er war Mit-Initiator der „Künstlerhof-Serenaden“ in Augsburg. 1940 führte ihn sein Weg an die Städtische Singschule und an das Tiroler Landeskonservatorium, wo er als Lehrer in den Fächern Orgel, Klavier, Cello, Gambe, Gitarre, Chorgesang und Kompositionslehre wirkte. 1942 heiratete er Senta Barthelmes, Sekretärin am Konservatorium in Innsbruck. 1942 bekam er den Ersten Kompositionspreis des Landes Tirol für seine Innsbrucker Spielmusik.

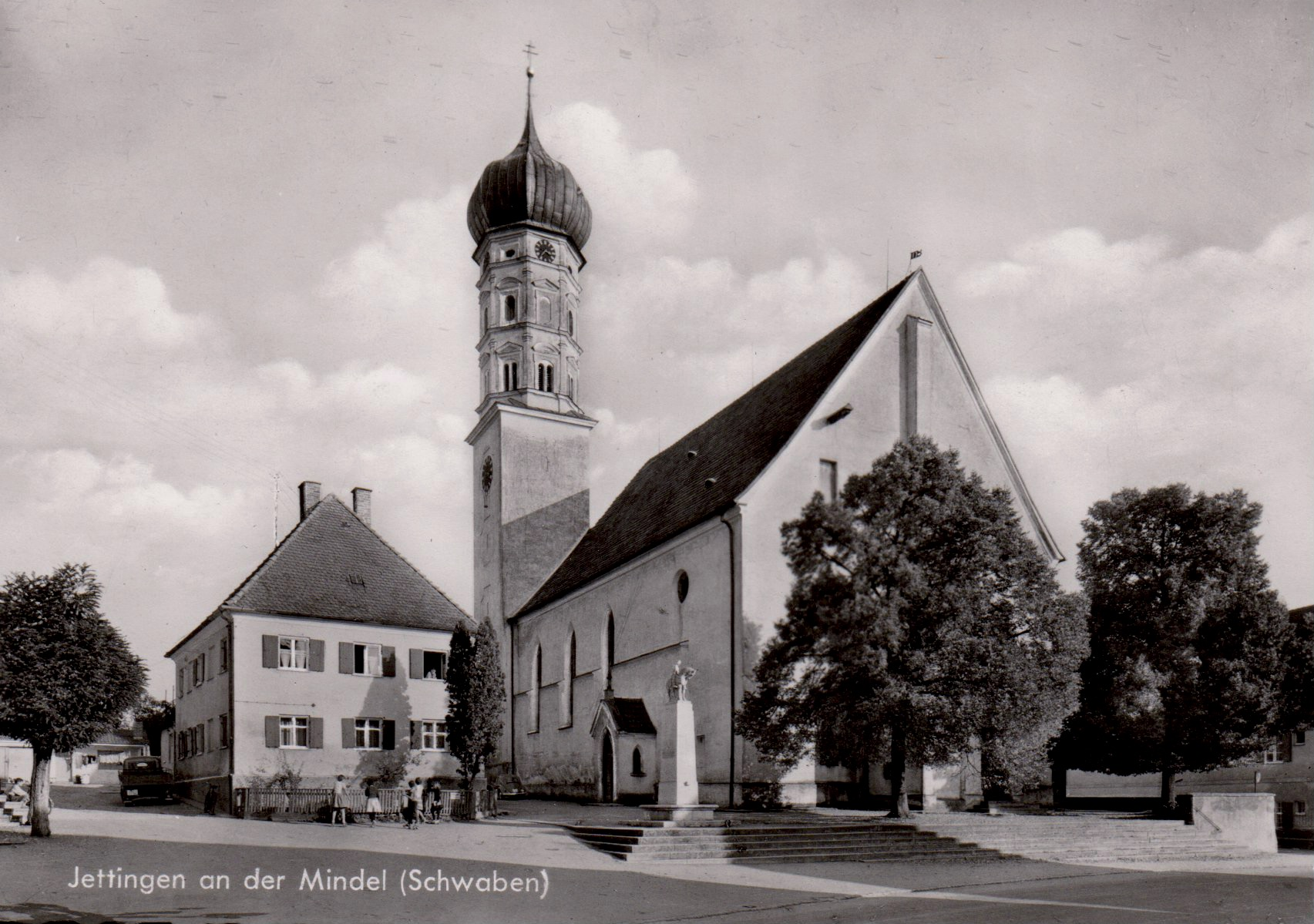
Pfarrkirche Jettingen

Nach dem Zweiten Weltkrieg kehrte Heinrich Barthelmes aus amerikanischer Gefangenschaft in Italien in seinen Heimatort Jettingen zurück. Dort wirkte er sechs Jahre lang als Musik- und Singschullehrer, Organist und Chorleiter. Es entstanden zahlreiche Kompositionen. 
1944 und 1947 wurden seine zwei Söhne geboren. 1949 gründete Heinrich Barthelmes die erste Singschule, damals die erste und einzige Singschule zwischen Ulm und Augsburg. 1951 folgte er einem Ruf als Kirchenmusiker sowie Musiklehrer an verschiedenen Schulen der Stadt Bamberg. Dort setzte er auch seine kompositorische Tätigkeit mit zahlreichen Werken fort. Als Musiklehrer von Kindern und Jugendlichen ermunterte er vor allem zur Pflege der Hausmusik.
1985 starb Heinrich Barthelmes, nachdem er einige Tage zuvor noch die Uraufführung seiner Messe „Zu Ehren der Heiligen Heinrich und Kunigunde“ im Bamberger Dom durch den Bamberger Domchor erlebt hatte.

### Musikalisches Schaffen
Uraufführungen seiner Werke erfolgten durch den Bamberger Domchor, den Oratorienchor und die Bamberger Symphoniker. Seine Werke für Chöre und Kammermusik erlebten internationale Aufführungen in England, Frankreich, Holland, Italien, Jugoslawien und Finnland sowie regelmäßig in der Reihe „Fränkische Komponisten“ des Bayerischen Rundfunks (BR).
Das kompositorische Schaffen von Barthelmes basierte insbesondere auf seiner Tätigkeit als Organist und Chorleiter (Kirchenchöre, Berufschöre wie der Bäckergesangsverein Bamberg, Kinder- und Jugendchöre) sowie als Musikfachlehrer für Cello, Orgel und Klavier. Circa 40 Titel seiner Kompositionen erschienen in Musikverlagen, einzelne sind auch namhaften Interpreten gewidmet.

## Werkverzeichnis (Auswahl)
Das Hauptwerk seiner breiten Kompositionsarbeit liegt bei der Kirchenmusik. Der kompositorische Nachlass (Kompositionsskizzen, handschriftliche und gedruckten Kompositionen) befindet sich im Archiv der Staatsbibliothek Bamberg.

### Werke ohne Opuszahl

#### Werke für Orgel
- Chaconne; Anton Böhm & Sohn Verlag, Augsburg
- Fantasie und Fuge für Orgel; Coppenrath Verlag, Altötting
- Konzert in g-Moll für Orgel, Streichorchester und drei Pauken; Manuskript
- Variationen und Fuge für Orgel, Variationen über das Lied „Mitten im Leben sind wir vom Tod umfangen“; Manuskript
- Sonate für Orgel über das gregorianische Motiv „Gaudeamus“; Manuskript
- Kleinigkeiten für die Orgel; Manuskript
- Zwölf Meditationen für Orgel; Manuskript
- Acht Miniaturen; Für ein Tasteninstrument: Orgel manualiter, Harmonium, Klavier, Cembalo

#### Werke für Violoncello
- Drei Stücke für Violoncello und Klavier;  Arioso – Kleine Übung – Blues; Manuskript
- Sonate in vier Sätzen für Violoncello und Orgel (Klavier, Cembalo); Manuskript
- Suite in sechs Sätzen für Violoncello; Manuskript
- Italienische Suite in sechs Sätzen für Violoncello und Schlagzeug; Manuskript

#### Werke für Klavier
- Zehn bitonale Stücke im Fünftonraum; Manuskript
- Neun Deutsche Volkstänze; Manuskript
- Sonatine in C-Dur; Allegro moderato – Lento et espressivo – Scherzando – Allegro con brio; Manuskript
- Fünf Stücke im Dreivierteltakt; Manuskript
- Volkstänze aus Franken für Klavier zu vier Händen; Manuskript
- Sonatine: Zentralton c; Manuskript

#### Werke für Orchester
- Intrada für Streichorchester und Basso continuo über das Thema „Mir nach, spricht Christus unser Held“; Manuskript
- Fünf Symphonische Stücke; Manuskript
- Neun Deutsche Volkstänze; Manuskript

#### Kammermusik
- Eröffnungsfanfare für Klarinette (A), Horn (F), Trompete (A) und Pauken; Manuskript
- Erlanger Suite – Sieben kleine Spielstücke für zwei Sopranblockflöten oder andere Melodie-Instrumente; Manuskript
- Musik für vier Bläser für zwei Trompeten (B) und zwei Posaunen; Manuskript
- Trio I für verschiedene Besetzungen; Manuskript
- Trio II für verschiedene Besetzungen; Manuskript
- Trio III für verschiedene Besetzungen; Manuskript
- Acht Liebeslieder; Volksliedbearbeitungen für zwei Mandolinen, Mandola, Gitarre, Kontrabass und kleine Trommel; Hamburg: Joachim Trekel Verlag
- Sieben Variationen über ein Thema von Daniel Gottlob Türk (1750–1813), für Klarinette (B) und Fagott; Manuskript
- Duo in vier Sätzen, für Violine und Bratsche; Manuskript
- Sonate im alten Stil, für Altblockflöte und Orgel (Cembalo, Klavier); Manuskript
- Pĕle-mĕle – Bunt gemischt; Trio für Violine, Klarinette (B) und Klavier; Manuskript
- Mancherlei Tänze aus Franken, zu vier Stimmen (Blockflöten-Quartett); Manuskript
- Passacaglia für Oboe solo; Manuskript
- Zehn Choräle nach Johann Sebastian Bach; Bearbeitungen für Blechbläserquartett: zwei Trompeten (B) und zwei Posaunen; Manuskript
- Lieder zur Weihnachtszeit. Bearbeitungen nach Sätzen von Bach, Crüger, Händel, Praetorius, Scheidt für Blechbläserquartett: zwei Trompeten (B) und zwei Posaunen; Manuskript
- Dorftänze aus Franken für Blechbläserquartett: zwei Trompeten (B) und zwei Posaunen; Manuskript
- Dorftanzsuite aus Franken für Blechbläserquartett:  zwei Trompeten (B) und zwei Posaunen; Manuskript
- Fränkische Volkstänze I, für Blechbläserquartett: zwei Trompeten (B) und zwei Posaunen; Manuskript
- Fränkische Volkstänze II, für Blechbläserquartett:  zwei Trompeten (B) und zwei Posaunen; Manuskript
- Fränkische Volkstänze III, für Blechbläserquartett: zwei Trompeten (B) und zwei Posaunen; Manuskript
- Fränkische Volkstanzsuite, für Blechbläserquartett: zwei Trompeten (B) und zwei Posaunen; Manuskript
- Schwäbische Volkstanz-Suite, für Blechbläserquartett: zwei Trompeten (B) und zwei Posaunen; Manuskript

#### Lieder und Chorwerke (Auswahl)
- Religiöse Lieder für einstimmigen (Jugend-)Chor und Klavier (oder: Solostimme und Klavier); Verlag Coppenrath, Altötting
- Ehret das Brot – Bäckerlied, für vierstimmigen Männerchor a cappella; Anton Böhm & Sohn Verlag, Augsburg
- Trinklied – Wir wollen heut Abend so fröhlich sein, für vierstimmigen Männerchor a cappella; Text: Unbekannter Dichter aus dem 16. Jahrhundert; Anton Böhm & Sohn Verlag, Augsburg
- Ave Maria, für vierstimmigen Männerchor a cappella (Mixolydisch); Anton Böhm & Sohn Verlag, Augsburg
- Das Kornfeld, für zweistimmigen Jugendchor und Flöte (Violine); Anton Böhm & Sohn Verlag, Augsburg
- Advent – Weihnachten; Drei Lieder für eine Singstimme mit Klavier- oder Orgelbegleitung; Coppenrath Verlag, Altötting
- Frühling – Sommer; Drei Lieder für vierstimmigen gemischten Chor a cappella; Anton Böhm & Sohn Verlag, Augsburg
- Du sollst mein eigen sein, für vierstimmigen gemischten Chor (Flöte ad libitum); Iris Verlag, Recklinghausen
- Hymne – Lob Gottes, für vierstimmigen gemischten Chor a cappella; Gerhard Rabe Verlag, Dortmund
- Jägerlied – Ich bin ein freier Wildbret-Schütz, für vierstimmigen Chor, zwei Trompeten, zwei Posaunen oder Orgel; Anton Böhm & Sohn Verlag, Augsburg

### Werke mit Opuszahlen
- Opus 1: Zwei Hymnen an die Nacht, für gemischten Chor a cappella; Gregorius-Verlag, Münster; Handbuch der Chormusik II
- Opus 2: Innsbrucker Spielheft für Klavier; Text: Senta Barthelmes; Manuskript
- Opus 3: Von der Liebsten; Liederzyklus für Männerchöre a cappella; Böhm & Sohn Verlag, Augsburg
- Opus 4: Innsbrucker Spielmusik; Suite in fünf Sätzen für Orchester; (Erster Preis des Kompositionswettbewerbes Tirol/Vorarlberg 1944)
- Opus 5: An Maria, für vierstimmigen gemischten Chor a cappella; Anton Böhm & Sohn Verlag, Augsburg; Handbuch der Chormusik II
- Opus 6: Das Jahr der Kleinen; 15 Kinderlieder mit Klavierbegleitung; Text: Senta Barthelmes; Manuskript
- Opus 7: Aus dem Skizzenheft eines fahrenden Musikanten; Stücke für Violine und Klavier; Manuskript
- Opus 8: Dorf im Mindeltal; Sechs kurze Klavierstücke; Manuskript
- Opus 9: Missa: Tota pulchra es, Maria, für Soli, gemischten Chor und Orgel oder Renaissance-Ensemble, Schlagzeug und Orgel; Manuskript; Handbuch der Chormusik II
- Opus 10: Hochzeitsgesang, für Sopran- oder Tenorsolo in Begleitung mit Klavier oder Orgel; Manuskript
- Opus 11:  Missa: „Sanguis Christi inebria me“, für Soli, gemischten Chor, Orgel und Orchester; Manuskript; Handbuch der Chormusik II
- Opus 12: Schwäbisch Leut, Zwiebelturm und Storchennest; Bäuerliches Singspiel für Soli, Chor und Orchester; Text: Hermann Winterer, Senta und Heinrich Barthelmes; Handbuch der Chormusik II
- Opus 13: Litanei zu Ehren des heiligen Blutes, für Vorsänger und Volk mit Orgelbegleitung; Anton Böhm & Sohn Verlag, Augsburg / Ave Maria, für Sopransolo und Orgel (oder Klavier); Manuskript
- Opus 14: Sonate für Violine und Klavier; Manuskript
- Opus 15: Loblied auf Gott; Text: Franz von Assisi; Handbuch der Chormusik II
- Opus 16: Sonatine in C für Klavier; Manuskript
- Opus 17: Bitte an Maria, für zweistimmigen Frauenchor oder Sopransolo mit Orgel oder Harmonium; Anton Böhm & Sohn Verlag, Augsburg; Handbuch der Chormusik II
- Opus 18:  Herr unser Herr; Kantate für Soli, gemischten Chor und Orchester; Anton Böhm & Sohn Verlag, Augsburg
- Opus 19: Gebet zum Heiligen Geist, für dreistimmigen Frauenchor a cappella; Anton Böhm & Sohn Verlag, Augsburg
- Opus 20:  Maria, für gemischten Chor a cappella; Gregorius-Musikverlag, Münster; Handbuch der Chormusik II
- Opus 21: Zauberkiste Karambole – Ein Kinderliederspiel für Vorsänger, Figuren, einstimmigen Kinderchor und Orchester (oder Klavier); Text: Senta Barthelmes; Manuskript
- Opus 22: Drei Kanons nach lateinischen Texten; Manuskript
- Opus 23: Lernt vom Blatt spielen; 25 kleine Klavierstücke für den Anfang; Manuskript
- Opus 24: Missa in honorem Sancti Clementis Maria Hofbauer, für drei gleiche Stimmen (Männer- oder Frauenchor), Orgel und Streichorchester (oder Orgel allein); Manuskript
- Opus 25: Wanderlied, für einstimmigen Jugendchor und Streichquintett/Streichorchester oder Klavier; Text: Senta Barthelmes / Dorftanz, für ein- oder zweistimmigen Jugendchor, Klarinette und Streicher (oder Klavier); Text: Ida Bammert-Ulmer; Anton Böhm & Sohn Verlag, Augsburg; Handbuch der Chormusik II
- Opus 26: Festlied zu einer Schulhauseinweihung, für ein- bis dreistimmigen Jugendchor mit Begleitung von Bläsern oder Streichern oder Klavier; Text: Josef Derra; Manuskript
- Opus 27: Eine Reise ins Schlaraffenland; Kantate für ein bis- dreistimmigen Jugendchor, verschiedene Instrumente, Streichorchester (oder Klavier oder Streichorchester allein); Text: Senta Barthelmes; Manuskript; Handbuch der Chormusik II
- Opus 28: Acht Liebeslieder nach Gedichten aus dem deutschen Rokoko, für Tenor und Klavierbegleitung; Manuskript
- Opus 29: Liebe Mutter, es wird finster; Vorweihnachtliche Kantate für einstimmigen Jugendchor, Flöte und Streichorchester (oder Klavier); Manuskript; Handbuch der Chormusik II
- Opus 30: Drei Grablieder, für gemischten Chor a cappella; Anton Böhm & Sohn Verlag, Augsburg; Handbuch der Chormusik II / Osterlied, für vierstimmigen gemischten Chor a cappella; Gerhard Rabe Verlag, Dortmund
- Opus 31: Grabgesänge, für vierstimmigen gemischten Chor a cappella; Handbuch der Chormusik II; Manuskript
- Opus 32: Zum Geleite; Spruch für vierstimmigen Männerchor a cappella; Gerhard Rabe Verlag, Dortmund; Handbuch der Chormusik II
- Opus 33: Vier Kommunionlieder, für dreistimmigen Frauenchor a cappella; Anton Böhm & Sohn Verlag, Augsburg
- Opus 34: Zum Neuen Jahr, für vierstimmigen Männerchor a cappella; Coppenrath Verlag, Altötting; Handbuch der Chormusik II
- Opus 35: Messe im Kanon, für drei gleiche Stimmen (Frauenchor); Gregorius Musikverlag, Münster
- Opus 36: Kleiner Schwäbischer Guckkasten; Kantate nach schwäbischen Volksliedern für einstimmigen Jugendchor, Trompete, Geige, Flöte, Trommel und Klavier; Anton Böhm & Sohn Verlag, Augsburg; Handbuch der Chormusik II
- Opus 37: Sechs Pange Lingua, für Frauen- oder Knabenchor a cappella; Anton Böhm & Sohn Verlag, Augsburg
- Opus 38: Fränkische Kinderlieder, für Jugendchor, Oboe (Flöte), Streichorchester (oder Klavier alleine); Manuskript
- Opus 39: Gläubig feiern wir Advent; Kantate für ein- bis dreistimmigen Jugendchor (Frauenchor) und zwei Violinen; Coppenrath Verlag, Altötting
- Opus 40: Ecce sacerdos magnus, für drei- bis vierstimmigen Frauen- oder Knabenchor a cappella; Anton Böhm & Sohn Verlag, Augsburg
- Opus 41: Beherzigenswerte Regeln, für vierstimmigen gemischten Chor a cappella; Text: Robert Schumann Musikalische Haus- und Lebensregeln; Anton Böhm & Sohn Verlag, Augsburg; Handbuch der Chormusik II
- Opus 42: Pange lingua, für gemischten Chor a cappella; Anton Böhm & Sohn Verlag, Augsburg
- Opus 43: Sankt Alfonsus-Hyme, für gemischten Chor oder dreistimmigen Frauenchor a cappella; Manuskript
- Opus 44: Drei Grablieder, für gemischten Chor a cappella; Coppenrath Verlag, Altötting
- Opus 45: Suite für Flöte und Klavier in fünf Sätzen; Intrada – Arioso – Ostinato – Marsch – Volkstanz; Manuskript
- Opus 46: Sieben Segensgesänge; nach Weisen verschiedener Meister; Coppenrath Verlag, Altötting
- Opus 47: Auf froher Fahrt – Wanderkantate, für ein- bis vierstimmigen Jugendchor, Glockenspiel, kleine Trommel und Streichorchester; Anton Böhm & Sohn Verlag, Augsburg
- Opus 48: Beata es, virgo Maria; Offertorium für drei gleiche Stimmen (auch a cappella) mit Orgelbegleitung; Manuskript
- Opus 49: C – H – D – G – Eine kleine Spielmusik, in fünf Sätzen, für zwei Melodieinstrumente (zwei Sopranblockflöten); Manuskript
- Opus 50: Salve Mater; Ave Maria, für einstimmigen Volksgesang mit Orgelbegleitung; Manuskript
- Opus 51: Tota pulchra es, o Maria, für Sopran-/Tenor-Solo mit Orgelbegleitung; Manuskript
- Opus 52: Immaculata Conceptio, für Solo und gemischten Chor a cappella; Manuskript
- Opus 53: Kirchenduette, für zwei gleiche Stimmen mit Orgelbegleitung; Manuskript
- Opus 54: Sol de stella; Kirchenduett, für Sopran und Tenor mit Orgelbegleitung; Manuskript
- Opus 55: Missa pro Juventute, für zwei Frauen- oder Männerstimmen oder vier gemischte Stimmen a cappella; Manuskript
- Opus 56: Vier Lieder nach fremdländischen Texten; Estnisch, Litauisch, Finnisch, Grönland; für Sopran/Mezzosopran mit Klavier
- Opus 57: Fünf Lieder für Sopran/Mezzosopran mit Klavier oder Streichquartett; Manuskript
- Opus 58: 20 Orgelstücke, Coppenrath Verlag, Altötting
- Opus 59: Vier Trauungsgesänge, für dreistimmigen gemischten Chor a cappella; Manuskript
- Opus 60: Acht Orgelstücke; Präludium – Ostinato – Dorisch – Elegie – Intermezzo – Phrygisch – Grazioso – Postludium; Manuskript

### Skizzenverzeichnis
Neben seiner musikalischen Tätigkeit schrieb Heinrich Barthelmes in den 1950er- bis 1970er-Jahren zeitgenössische Komponisten an und bat sie um eine Kompositionsskizze: Erste Einfälle, Ideen, Notizen. 161 Komponisten überließen ihm eine solche Skizze – beispielsweise: von Beckerath, Bialas, Boulez. Bresgen, Dallapiccola, David, Egk, von Einem, Fortner, Genzmer, Haas, Heger, Höller, Jochum, Keleman, Khatschaturian, Killmayer, Krenek, Kuckuck, Lemacher, Lothar, Raphael, Rihm, Schmidt-Isserstedt, Stockhausen, Yun und viele andere mehr. Diese Skizzen-Sammlung befindet sich ebenfalls im Archiv der Bayerischen Staatsbibliothek Bamberg.

## Auszeichnungen
- Erster Preis des Kompositionswettbewerbes Tirol/Vorarlberg 1944, für Opus 4: Innsbrucker Spielmusik; Suite in fünf Sätzen für Orchester.

## Würdigungen
„Ein stiller Mann, ein beliebter Lehrer, ein solider Musiker auf vielen Instrumenten … Und seit seiner Pensionierung nie ohne Schüler, denen er das Wissen und die Weisheit um die Kunst der Komposition weitergeben konnte. Der Tod hat nun seine Schaffenskraft beendet, sein Werk und seine Ausstrahlung aber nicht.“

Nachruf von Wolfgang Spindler (Musikhistoriker, Gründer und Leiter der Capella Antiqua Bambergensis)
In einem Neubaugebiet der Gemeinde Jettingen-Scheppach ist eine Straße nach ihm benannt.